# Hadlahalli, Sakleshpur
Hadlahalli là một làng thuộc tehsil Sakleshpur, huyện Hassan, bang Karnataka, Ấn Độ.